# Sainte-Gemmes-le-Robert
Sainte-Gemmes-le-Robert is een gemeente in het Franse departement Mayenne (regio Pays de la Loire) en telt 817 inwoners (2004). De plaats maakt deel uit van het arrondissement Laval.

## Geografie
De oppervlakte van Sainte-Gemmes-le-Robert bedraagt 35,0 km², de bevolkingsdichtheid is 23,3 inwoners per km².

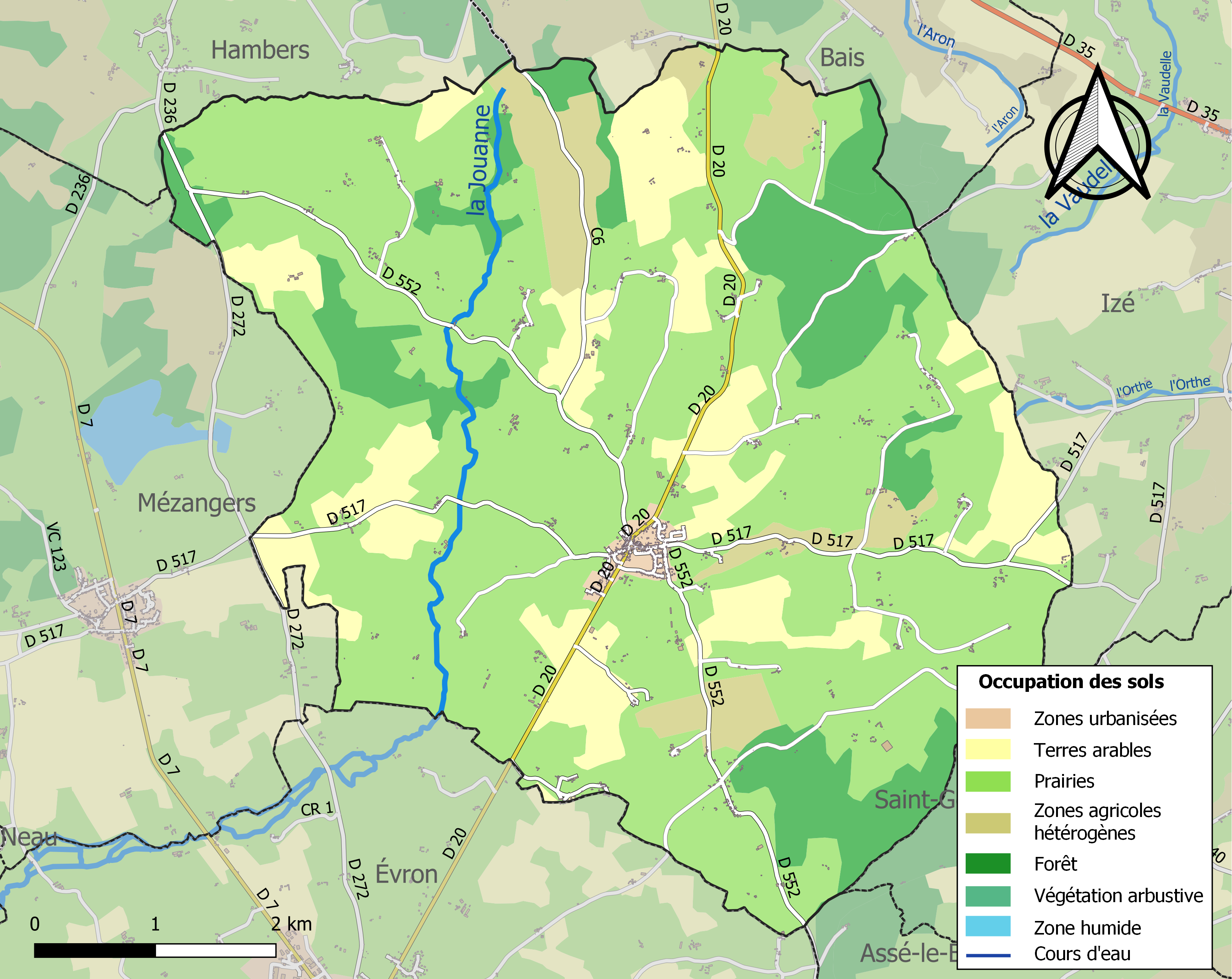
Kaart van de gemeente met de belangrijkste infrastructuur, bodemgebruik en omliggende gemeenten

## Demografie
Onderstaande figuur toont het verloop van het inwonertal (bron: INSEE-tellingen).

1. ↑  Populations de référence 2022.